# ISO 3166-2:PG
Die Liste der ISO-3166-2-Codes für  Papua-Neuguinea enthält die Codes für die 20 Provinzen, 1 autonome Region und 1 Distrikt.
Die Codes bestehen aus zwei Teilen, die durch einen Bindestrich voneinander getrennt sind. Der erste Teil gibt den Landescode gemäß ISO 3166-1 (für  Papua-Neuguinea PG), der zweite den Code für die Provinz oder den Distrikt wieder.

Der aktuelle Landescode wurde im November 2014 zuletzt aktualisiert.

Provinzen, autonome Region und Distrikt von Papua-Neuguinea

| Provinz oder Distrikt     | Code   |
| ------------------------- | ------ |
| Bougainville              | PG-NSB |
| Central Province          | PG-CPM |
| Chimbu (Simbu)            | PG-CPK |
| Eastern Highlands         | PG-EHG |
| East New Britain          | PG-EBR |
| East Sepik                | PG-ESW |
| Enga                      | PG-EPW |
| Gulf                      | PG-GPK |
| Hela                      | PG-HLA |
| Jiwaka                    | PG-JWK |
| Madang                    | PG-MPM |
| Manus                     | PG-MRL |
| Milne Bay                 | PG-MBA |
| Morobe                    | PG-MPL |
| National Capital District | PG-NCD |
| New Ireland               | PG-NIK |
| Oro (Northern)            | PG-NPP |
| Sandaun (West Sepik)      | PG-SAN |
| Southern Highlands        | PG-SHM |
| Western (Fly River)       | PG-WPD |
| Western Highlands         | PG-WHM |
| West New Britain          | PG-WBK |